# Сивокрак лангур дук
Сивокрак лангур дук (Pygathrix cinerea) е вид бозайник от семейство Коткоподобни маймуни (Cercopithecidae). Видът е критично застрашен от изчезване.

## Разпространение
Разпространен е във Виетнам.